# Simple Desktop Display Manager
Simple Desktop Display Manager (afgekort tot SDDM) is een displaymanager (grafisch inlogprogramma) voor de X11- en Wayland-venstersystemen. SDDM is ten opzichte van voorganger KDM volledig opnieuw geschreven in C++ versie 11 en ondersteunt thema's door middel van QML.

## Gebruik
In 2013 besloten de Fedora KDE-leden om standaard SDDM te gebruiken in Fedora 21.
KDE koos SDDM als opvolger van de KDE Display Manager voor KDE Plasma 5.
De LXQt-ontwikkelaars bevelen SDDM aan als displaymanager.